# 义素
义素（英語：Seme）指语义学中可识别的最小意义单位。义位指语义学中能够独立运用的最小意义单位，义位由若干个义素组成。义素与义位的关系类似于音素和音位的关系。
类似的“最小概念”还有：整数分解中的“质数”，文化中的“迷因”，基因组中的“基因”，物质中的“基本粒子”。“义素”可以认为是这些概念在语义学中的对应。
这个概念是由 Eric Buyssens 在20世纪30年代提出的，由 Bernard Pottier 在20世纪60年代发展。它是在确定最小意义单元时产生的结果，使人们能够用多种语言描述单词。它在成分分析和本体论之间架起了桥梁。

## 拓展阅读
- Functional Approach to Semantic Heterogeneity（页面存档备份，存于）
- Ontological Semantics and the Study of Meaning in Linguistics, Philosophy and Computational Linguistics